# Cantone di Vouneuil-sur-Vienne
Il Cantone di Vouneuil-sur-Vienne era una divisione amministrativa dell'arrondissement di Châtellerault.
È stato soppresso a seguito della riforma complessiva dei cantoni del 2014, che è entrata in vigore con le elezioni dipartimentali del 2015.
Comprendeva i comuni di:
- Archigny
- Availles-en-Châtellerault
- Beaumont
- Bellefonds
- Bonneuil-Matours
- Cenon-sur-Vienne
- Monthoiron
- Vouneuil-sur-Vienne